# L'Ajuntament de la bandera
L'Ajuntament de la bandera (La Mairie au drapeau) és un oli sobre tela de 98 × 130 cm realitzat per Maurice Utrillo l'any 1924 i dipositat al Museu de l'Orangerie de París.

## Context històric i artístic
L'any 1909, la salut d'Utrillo va començar a deteriorar-se i això li impedia pintar a l'exterior, ja que o bé estava ingressat en un sanatori o bé era al taller o a una habitació d'hotel supervisat per algun parent. És llavors quan la seua mare, la també pintora Suzanne Valadon i el seu padrastre, André Utter, li portaven targetes postals perquè pogués diversificar els seus temes i seguir treballant (així que és probable que l'artista no veié mai el poble representat en aquest quadre: Maixe, al departament de Meurthe i Mosel·la).

## Descripció
Aquesta obra és més acolorida, més animada que altres pintades per Utrillo entre 1910 i 1920, i presenta una síntesi de les diferents maneres de l'artista: l'època blanca, a la paret que travessa en diagonal la part de l'esquerra de la composició; la nitidesa de l'estil lineal, especialment en les formes arquitectòniques, però ací assuaujada, sense els traços negres que subratllen els contorns; i, finalment, l'estil colorista, que s'afirma tímidament, dins d'uns tons que encara són en conjunt més aviat esmorteïts: les parets blanques de les cases contrasten amb els seus sostres vermells, les vores del camí són de color verd (igualant la porta del jardí), el campanar gris i marró de l'església destaca a l'esquerra, per sobre d'un grup d'homes i dones conversant, etc. Cal notar d'altra banda la presència de personatges que destaquen en primer terme, i que fan llur aparició en els paisatges d'Utrillo posteriors al 1920 (abans d'aquesta data es reduïen a algunes siluetes minúscules): dues dones dempeus, cara a cara i amb el moviment capturat com en una fotografia; una parella que ha deixat el grup i s'allunya cap a la dreta, etc. Els personatges són una barreja de dones abillades amb faldilles llargues, homes amb jaquetes blaves de treball i soldats amb uniformes de color vermell i blau. Pel que fa a la bandera, Utrillo col·locà la tricolor francesa al centre de la composició per a cridar l'atenció de l'espectador.